# Oude watertoren (Oss)
De Oude watertoren in de Noord-Brabantse plaats Oss is ontworpen door architect J.H.J. Kording en gebouwd in 1935. De watertoren heeft een hoogte van 48,5 meter en twee waterreservoirs van elk 300 m³. De Ulu moskee is er gevestigd. In Oss wordt het complex ook wel 'Watertoren moskee' genoemd.
In 1978 nam het moskeebestuur de toren over voor een symbolisch bedrag. Er zijn sindsdien meerdere verbeteringen uitgevoerd. Een grote uitbreiding vond plaats in 2007-2009. Bijliggende gebouwen werden toen gesloopt om aan een nieuw multicultureel centrum van twee verdiepingen plaats te bieden.